# Ghislaine de Riquet de Caraman-Chimay
Ghislaine Marie Anatole Pauline Henriette de Riquet, comtesse de Caraman-Chimay est une aristocrate belge née le 24 octobre 1865 à Chimay en Belgique et morte le 23 décembre 1955 à Fontainebleau en France.

## Biographie
Ghislaine est la seconde fille et la quatrième des six enfants de Joseph de Riquet de Caraman (1836-1892), 18e prince de Chimay, gouverneur de la province de Hainaut de 1870 à 1878, puis ministre des Affaires étrangères de Belgique de 1884 à 1892 et de Marie de Montesquiou-Fezensac (1834-1884).
Ghislaine de Riquet de Caraman-Chimay donc est issue à la fois de la noblesse  belge et de la noblesse française.
Les Caraman-Chimay étaient une famille de mélomanes. Sa mère jouait du piano. Elle fut l'élève de Franz Liszt qui dédicaça au jeune ménage une messe, en souvenir d'un concert donné chez eux, où la princesse Marie était au piano et le prince Joseph au violon.
Ghislaine est la sœur cadette d'Élisabeth, devenue comtesse Greffulhe, mécène qui a servi de modèle à Marcel Proust pour le personnage de la duchesse de Guermantes dans À la recherche du temps perdu.
Ghislaine est demeurée célibataire et fut dame d'honneur d'Élisabeth reine des Belges.